# Torcida Organizada Bamor
A Torcida Organizada Bamor (T.O.B), ou simplesmente Bamor é uma torcida organizada do Esporte Clube Bahia. Durante as partidas do clube, a Bamor fica localizada na arquibancada norte da Arena Fonte Nova.
A torcida está organizada em "distritos", para qual cada bairro residem os integrantes para facilitar o acesso. A Bamor é a única torcida organizada da Bahia  tendo em vista que a torcida é enorme.

## História
A Bamor foi fundada no dia 12 de agosto de 1978 por um grupo de estudantes do Colégio Marista capitaneado por Zé Augusto (conhecido também como Zé Pouvinho), Sérgio (Pai de Adelar)  Oscare  Miguel Brusell. É uma das torcidas organizadas mais atuantes do estado da Bahia, além de ser a maior de seu clube e tem como lema "Ninguém nos vence em vibração", frase presente no hino oficial do Bahia e constantemente aparece nos bandeirões da torcida nos estádios.
A maior crise da Bamor ocorreu em 1995. A eleição para presidente levou a diretoria a se separar. Na época a direção da atual Bamor, que detém o registro da marca, criou um estatuto no qual o presidente deveria ser eleito e não escolhido. Isso resultou numa modernização da torcida, com a eleição de um diretoria jovem.
Antes da divisão, a Bamor era a torcida que mais possuía bandeiras no Nordeste - mais de 80. Com a separação, os antigos diretores tomaram posse de grande parte do material, que ainda hoje a Bamor tenta reaver através de medidas judiciais. Além disso, muito material foi perdido no incêndio do depósito na Estádio da Fonte Nova e outras no decorrer do tempo.
Em pesquisa realizada pela Ipsos Marplan, divulgada em março de 2007, a Bamor foi a terceira torcida organizada mais lembrada do Brasil pelo público ouvido, ficando atrás apenas da Gaviões da Fiel e Torcida Jovem do Flamengo.
Em 2013, a torcida esteve em severas divergências com a diretoria do clube, e por isso decidiu não comparecer ao um dos clássico Ba-Vi no Campeonato Brasileiro.

### Cronologia
- Final da década de 1990: A Bamor foi eleita pela Revista Placar a maior torcida do Nordeste, recebeu um carro como prêmio. Além disso, na mesma época ganhou outro concurso e passou a ser patrocinada pela cervejaria Brahma.[2]
- 2001: A torcida lançou seu site oficial na internet. O mascote da Bamor é o Taz, personagem de desenho animado criado por Warner Bros.[2] No mesmo ano, a Bamor é tetracampeã do Troféu Zuza Ferreira (98/99/00/01), concurso que premia os melhores do futebol baiano.[2]
- 2008: A Bamor passa a ser a única torcida do estado a possuir loja oficial, sede social, além de reinaugurar sua sede principal.[2]
- 2009: A Torcida Bamor lança a campanha "Bamor: uma nova era", que tenta resgatar sua história.[2]
- 2010: A Bamor volta a se aliar com a Terror Bicolor do Paysandu. No mesmo ano, foi eleita a melhor torcida do Brasil, ocasião em que o Tricolor voltou à elite do futebol brasileiro.[2]
- 2011: Promovendo ações sociais, fechou parceria com o Hospital Martagão Gesteira, referência no atendimento às mais diversas especialidades pediátricas.[2]
- 2013: Inauguração da nova sede social.[2]
- 2014: Início de mais uma "nova era", com a nova diretoria da torcida organizada eleita e empossada.[2]

## Aliadas e Amizades
As torcidas organizadas aliadas e as que fazem amizade com a Bamor:
- Torcida Garra Alvinegra (ABC Futebol Clube)
- Inferno Coral (Santa Cruz)
- Torcida Mancha Azul (CSA)
- Torcida Mancha Negra (ASA)
- Terror Bicolor (Paysandu)
- Torcida Jovem do Galo (Treze)
- Mancha Alviverde (Palmeiras)
- Força Jovem do Vasco
- Ira Jovem do Vasco
- Fúria Jovem do Botafogo
- Torcida Jovem do Botafogo
- Galoucura (Atlético MG)
- Força Jovem Goiás
- Ira Jovem do Gama
- Mancha Verde Do Juventude
- Geral do Grêmio
- Torcida Força Maringaense (Maringá FC)
- Torcida Império Alviverde (Coritiba)